# Saison 2018-2019 du C' Chartres basket féminin
La saison 2017-2018 du C’ Chartres Basket Féminin est la sixième du club en Ligue féminine 2, second échelon du basket-ball féminin français.
Après un très bon début de championnat, les Chartraines terminent la saison régulière à la quatrième place avant de s'incliner en quart-de-finale de play-off.
Le club réalise son meilleur parcours en Coupe de France en atteignant les quarts-de-finale, étant la dernière équipe de LF2 à ce stade.

## Pré-saison

### Transferts
| Arrivées               |               |                      |               |
| Nom                    | Poste         | Provenance           | Durée         |
| Leah Metcalf           | Arrière       | Toulouse MB          | un an         |
| Shauna Beaubrun        | Ailière       | Tarbes GB            | un an         |
| Manon Coquelin         | Ailière       | AL Aplemont Le Havre | un an         |
| Kekelly Elenga         | Ailière forte | Roche Vendée         | un an         |
| Émily Prugnières       | Ailière forte | Toulouse MB          | deux ans      |
| Catherine Mosengo-Masa | Pivot         | Charleville-Mézières | quatre mois   |
| Amina Njonkou          | Pivot         | SI Graffenstaden     | un an         |
| Départs                |               |                      |               |
| Nom                    | Poste         | Destination          | Raison        |
| Axelle Rousseau        | Pivot         |                      | Non-conservée |
| Réjane Vérin           | Ailière       |                      | Non-conservée |
| Touty Gandega          | Arrière       |                      | Non-conservée |
| Milena Marjanovic      | Pivot         |                      | Non-conservée |
| Tiffany Clarke         | Arrière       |                      | Non-conservée |
| Swanne Gauthier        | Arrière       |                      | Non-conservée |

### Ambitions
Le club souhaite au moins atteindre les demi-finales de play-offs.

## Effectif
L'équipe perd une joueuse cadre en cours de saison, Mathilde Combes (rupture ligaments croisés du genou). L’ailière est remplacée par Catherine Mosengo-Masa fin février 2019.

## Compétitions

### Championnat

#### Saison régulière
En cette saison 2018-2019, le C’Chartres Basket Féminin n’a pas dominé la saison régulière, en raison principalement des blessures, qui ont perturbé l’équipe en début d’année 2019. Longtemps co-leader avec Charnay, l’équipe eurélienne a rétrogradé jusqu’à la 6e place, pour finir 4e de la saison régulière, après trois victoires consécutives pour bien conclure la saison, alors qu’elle avait retrouvé toutes ses joueuses blessées.
| Rang | Équipe                | Pts | J  | G  | P  | Pp   | Pc   | Diff |
| ---- | --------------------- | --- | -- | -- | -- | ---- | ---- | ---- |
| 1    | Charnay               | 41  | 22 | 19 | 3  | 1342 | 1036 | 306  |
| 2    | Toulouse              | 40  | 22 | 18 | 4  | 1284 | 1079 | 205  |
| 3    | Angers F              | 39  | 22 | 17 | 5  | 1352 | 1122 | 230  |
| 4    | Chartres              | 35  | 22 | 13 | 9  | 1317 | 1234 | 83   |
| 5    | Montbrison            | 35  | 22 | 13 | 9  | 1193 | 1078 | 115  |
| 6    | AS Aulnoye-Aymeries P | 34  | 22 | 12 | 10 | 1271 | 1226 | 45   |
| 7    | Reims                 | 34  | 22 | 12 | 10 | 1219 | 1239 | -20  |
| 8    | Saint-Paul Rezé       | 32  | 22 | 10 | 12 | 1158 | 1238 | -80  |
| 9    | Calais                | 29  | 22 | 7  | 15 | 1102 | 1191 | -89  |

|   | Qualification aux playoffs       |
| F | Finaliste de la saison 2017-2018 |
| P | Promu de Nationale 1 2017-2018   |

#### Playoffs
En s'inclinant dans les dernières secondes dans la belle sur leur parquet face à Montbrison (63-65), les basketteuses du CCBF sont éliminées au stade des quarts de finale.
|  | Quarts de finale                 | Quarts de finale | Quarts de finale | Quarts de finale |                               |  | Demi-finales | Demi-finales | Demi-finales | Demi-finales |  |  | Finale | Finale | Finale | Finale |
|  |                                  |                  |                  |                  |                               |  |              |              |              |              |  |  |        |        |        |        |
|  | 27 avril - 30 avril - 4 mai 2019 |                  |                  |                  |                               |  |              |              |              |              |  |  |        |        |        |        |
|  |                                  |                  |                  |                  |                               |  |              |              |              |              |  |  |        |        |        |        |
|  | [1] Charnay                      |                  |                  |                  |                               |  |              |              |              |              |  |  |        |        |        |        |
|  | 7 mai - 12 mai - 15 mai 2019     |                  |                  |                  |                               |  |              |              |              |              |  |  |        |        |        |        |
|  | [8] Saint-Paul Rezé              |                  |                  |                  |                               |  |              |              |              |              |  |  |        |        |        |        |
|  |                                  |                  |                  |                  |                               |  |              |              |              |              |  |  |        |        |        |        |
|  |                                  |                  |                  |                  |                               |  |              |              |              |              |  |  |        |        |        |        |
|  |                                  | Montbrison       |                  |                  |                               |  |              |              |              |              |  |  |        |        |        |        |
|  | [4] Chartres                     | *49              | 57               | *63              |                               |  |              |              |              |              |  |  |        |        |        |        |
|  | [4] Chartres                     | *49              | 57               | *63              | 18 mai - 21 mai - 25 mai 2019 |  |              |              |              |              |  |  |        |        |        |        |
|  | [5] Montbrison                   | 48               | *69              | 65               |                               |  |              |              |              |              |  |  |        |        |        |        |
|  | [5] Montbrison                   | 48               | *69              | 65               |                               |  |              |              |              |              |  |  |        |        |        |        |
|  |                                  |                  |                  |                  |                               |  |              |              |              |              |  |  |        |        |        |        |
|  |                                  |                  |                  |                  |                               |  |              |              |              |              |  |  |        |        |        |        |
|  | [2] Toulouse                     |                  |                  |                  |                               |  |              |              |              |              |  |  |        |        |        |        |
|  |                                  |                  |                  |                  |                               |  |              |              |              |              |  |  |        |        |        |        |
|  | [7] Reims                        |                  |                  |                  |                               |  |              |              |              |              |  |  |        |        |        |        |
|  |                                  |                  |                  |                  |                               |  |              |              |              |              |  |  |        |        |        |        |
|  |                                  |                  |                  |                  |                               |  |              |              |              |              |  |  |        |        |        |        |
|  |                                  |                  |                  |                  |                               |  |              |              |              |              |  |  |        |        |        |        |
|  | [3] Angers                       |                  |                  |                  |                               |  |              |              |              |              |  |  |        |        |        |        |
|  |                                  |                  |                  |                  |                               |  |              |              |              |              |  |  |        |        |        |        |
|  | [6] Aulnoye-Aymeries             |                  |                  |                  |                               |  |              |              |              |              |  |  |        |        |        |        |
|  |                                  |                  |                  |                  |                               |  |              |              |              |              |  |  |        |        |        |        |
|  |                                  |                  |                  |                  |                               |  |              |              |              |              |  |  |        |        |        |        |

Note : les rencontres se disputent en deux rencontres victorieuses avec :
- le match aller dans la salle de l’équipe la mieux classée en saison régulière ;
- le match retour dans la salle de l’équipe la moins bien classée en saison régulière ;
- le cas échéant, le match d’appui chez le mieux classé.

### Coupe de France
Le club réalise son meilleur parcours en Coupe de France en atteignant les quarts-de-finale, étant la dernière équipe de LF2 à ce stade.
| Tour             | Date             | Domicile         | Score    | Extérieur                        |
| ---------------- | ---------------- | ---------------- | -------- | -------------------------------- |
| 32e de finale    | 6 octobre 2018   | CCBF             | 75 - 72  | Basket Saint-Paul Rezé (LF2)     |
| 16e de finale    | 2 novembre 2018  | CCBF             | 77 - 73  | Landerneau Bretagne Basket (LFB) |
| 8e de finale     | 18 décembre 2018 | COB Calais (LF2) | L70 - 74 | CCBF                             |
| Quarts-de-finale | 2 février 2019   | CCBF             | 45 - 104 | Tango Bourges Basket (LFB)       |